# Gauri Khan
Gauri Khan (hindi: गौरी ख़ान) (de soltera: Chibber; Nueva Delhi, 8 de octubre de 1970) es una productora india.

## Trayectoria
Gauri Khan es de origen hindú Panyabi Mohyal, nacida en Nueva Delhi, India. Se graduó en la Modern School en Nueva Delhi y obtuvo un título en Historia del Lady Sriram College. Está casada con el actor Bollywood Shah Rukh Khan, y ha producido algunas películas en donde él es el actor principal, incluyendo Paheli, Main Hoon Na, y Om Shanti Om. También ha hecho una aparición especial en Om Shanti Om.es 
Solía presentar un show de música antigua hindi, "Oye", para un canal musical en los años 1990. Es la cara de la línea de moda, Aftershock. Apareció en la portada de enero de 2008 de la edición india de la revista Vogue.
Junto a su esposo Shahrukh Khan, Gauri es copropietaria y coproductora de la compañía de producción Red Chillies Entertainment (RCE). Shah Rukh comenzó la compañía por su amiga y colega, directora y coreógrafa Farah Khan. Con el apoyo de RCE, Farah debutó como directora de la película Main Hoon Na (2004).
La productora es además diseñadora de interiores, habiendo trabajado para personalidades como Mukesh Ambani, Roberto Cavalli , Ralph Lauren y Falguni y Shane Peacock
Gauri tiene un hijo Aryan Khan nacido el 12 de noviembre de 1997, una hija, Suhana Khan, nacida el 23 de mayo del 2000 y un hijo AbRam nacido el 2013 por medio de un vientre de alquiler. 
Fue también coronada reina de Bollywood en los premios cinematográficos Zee en 2008.